# Agriocnemis femina
Agriocnemis femina е вид водно конче от семейство Coenagrionidae. Видът е незастрашен от изчезване.

## Разпространение
Разпространен е в Австралия (Куинсланд), Бангладеш, Бруней, Виетнам, Гуам, Източен Тимор, Индия (Андамански острови, Асам, Западна Бенгалия, Манипур и Никобарски острови), Индонезия (Бали, Калимантан, Малки Зондски острови, Малуку, Папуа, Сулавеси, Суматра и Ява), Китай (Гуандун, Гуанси, Гуейджоу, Съчуан, Фудзиен, Хайнан, Хубей, Хунан, Хънан и Юннан), Лаос, Малайзия (Западна Малайзия, Сабах и Саравак), Мианмар, Микронезия, Палау, Провинции в КНР, Северни Мариански острови, Сингапур, Соломонови острови, Тайван, Тайланд, Филипини, Хонконг, Шри Ланка и Япония (Кюшу, Хоншу и Шикоку).